# Rhopalina javana
Rhopalina javana är en insektsart som beskrevs av Tinkham 1939. Rhopalina javana ingår i släktet Rhopalina och familjen torngräshoppor. Inga underarter finns listade i Catalogue of Life.